# Bút trâm

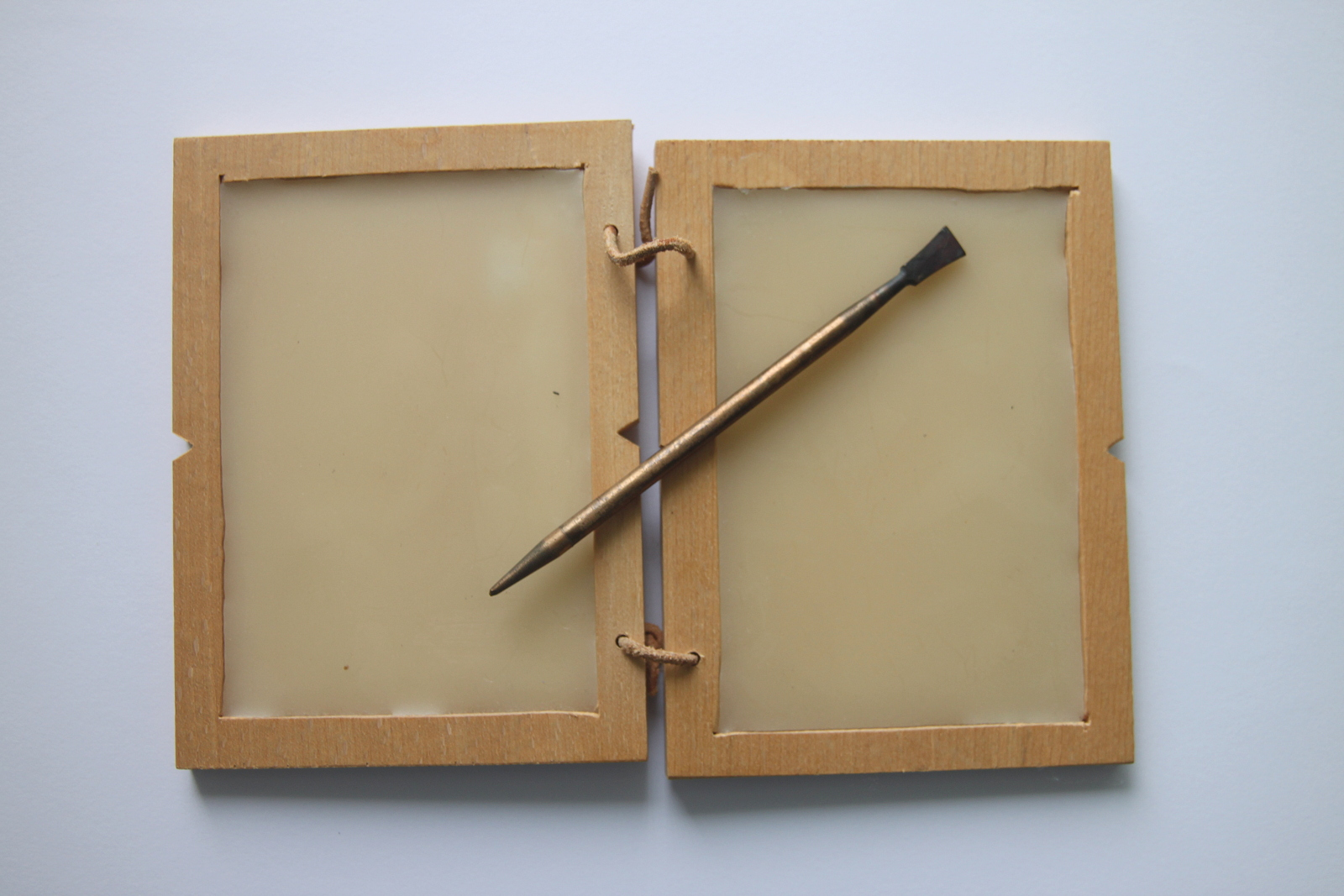
Bảng sáp và bút trâm La Mã.

Bút trâm hay bút stylus (tiếng Anh: số ít stylus, số nhiều styli hoặc styluses) là một loại dụng cụ viết, dùng cho đánh dấu hoặc tạo hình khác (như khắc), chẳng hạn như trong đồ gốm. Nó cũng có thể là một phụ kiện hỗ trợ điều hướng hoặc ghi với độ chính xác cao khi sử dụng màn hình cảm ứng (nên còn được gọi là bút cảm ứng). Thuật ngữ bút stylus thường đề cập đến một dụng cụ dài và hẹp như một cây bút bi hiện đại, giống như một cây trâm cài (nên có tên là bút trâm). Nhiều bút trâm được làm cong nhiều để dễ cầm hơn. Một loại bút trâm được sử dụng rộng rãi là loại được người mù sử dụng kết hợp với bảng ghi để đục các dấu chấm trong chữ nổi.

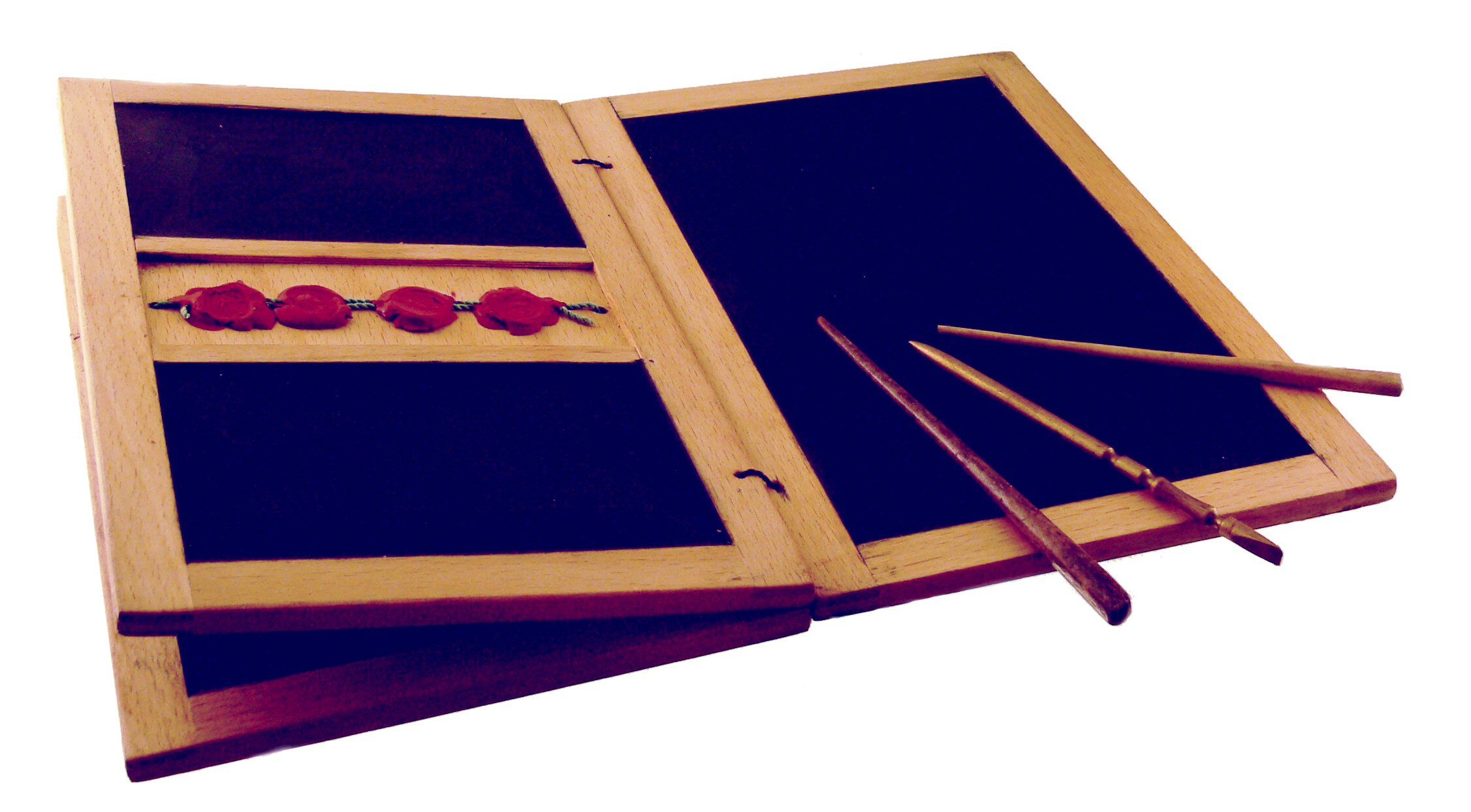
Tái tạo một bảng sáp kiểu La Mã với ba bút stylus.

## Từ nguyên

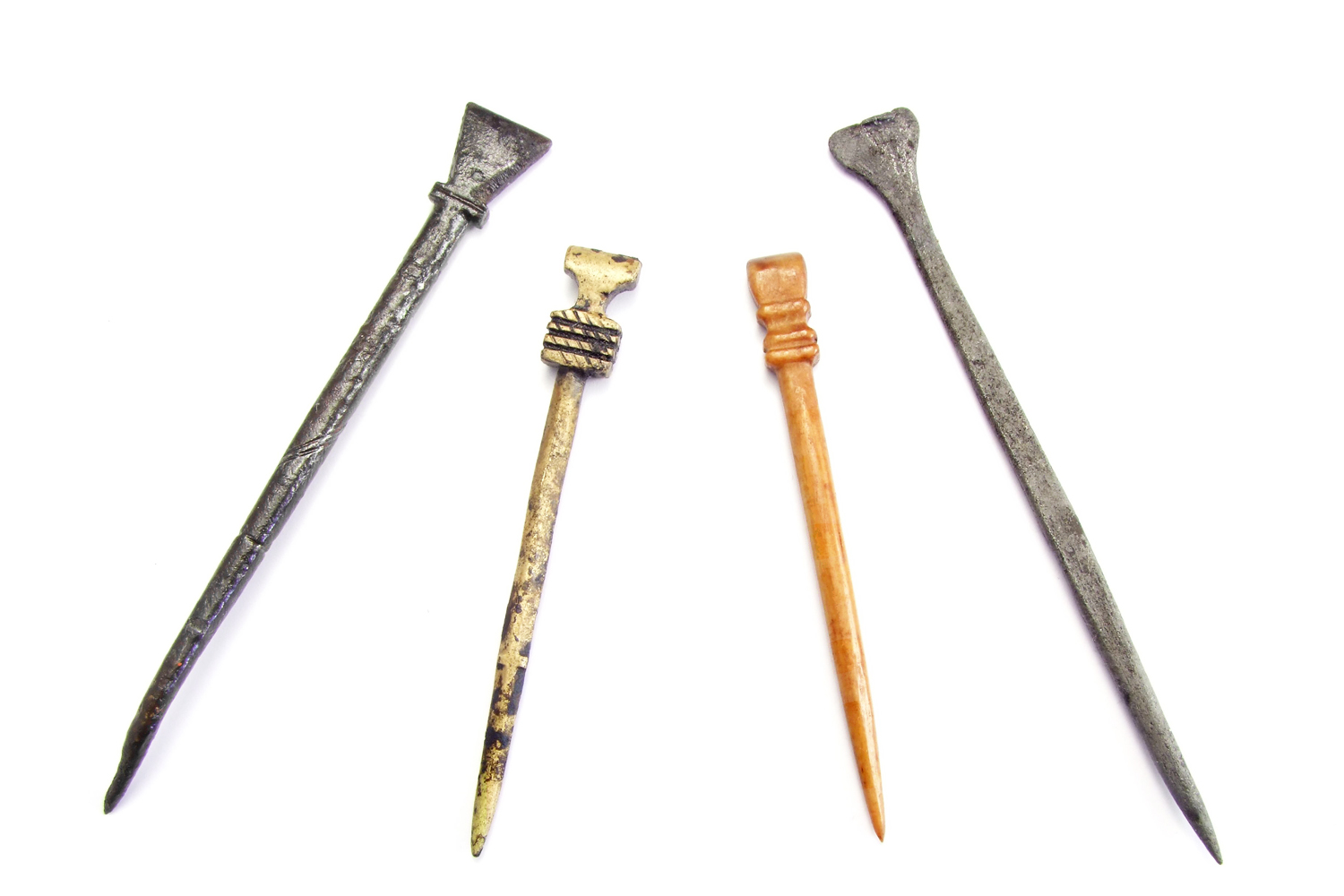
Bốn mẫu bút stylus thời Trung cổ dùng viết trên bảng sáp. Hai cái được làm bằng sắt, một cái bằng đồng thau và một cái bút bằng xương.

Từ tiếng Anh, từ stylus có hai dạng số nhiều: styli và styluses. Nguyên từ gốc Latin được viết là stilus; sau biến đổi thành stylus do kết nối với từ trong tiếng Hy Lạp στυλος (stylos), 'trụ cột'.

## Bút stylus cổ đại
Loại bút trâm đầu tiên được sử dụng bởi người Lưỡng Hà cổ đại để viết chữ hình nêm. Chúng chủ yếu được làm bằng lau sậy và có tiết diện hình thang hơi cong. Người Ai Cập (Trung Vương quốc) và người Minoan ở đảo Crete đã tạo ra bút trâm bằng nhiều chất liệu khác nhau: cây sậy mọc ở hai bên sông Tigris và Euphrates, trong đầm lầy và đến tận Ai Cập; xương và kim loại. Thuật ngữ "chữ hình nêm" bắt nguồn từ dấu khắc "hình nêm", vốn có từ gốc tiếng Latin cuneus 'nêm', mà phần đuôi cây sậy đã cắt tạo ra khi khắc vào một phiến đất sét. 
Ở Tây Âu, bút trâm được sử dụng rộng rãi cho đến cuối thời Trung cổ, nhưng dần dần được thay thế bởi bút mực. Từ giữa thế kỷ 14, các nhà máy giấy chạy bằng hơi nước được cải tiến đã sản xuất ra số lượng lớn giấy với giá rẻ, bút trâm đã biến mất hoàn toàn khỏi cuộc sống hàng ngày.

## Sử dụng trong nghệ thuật
Bút trâm vẫn được sử dụng trong các ngành nghệ thuật và thủ công khác nhau. Các tình huống ví dụ: khắc bản in, can ke lên một bề mặt mới bằng giấy than và dập nổi bằng tay. Bút trâm cũng được sử dụng để khắc vào các vật liệu như kim loại hoặc đất sét.
Bút trâm là công cụ chính được sử dụng để tạo các dấu chấm trong nghệ thuật dân gian và đồ gốm Mexico. Nghệ thuật chấm Oaxaca chính là được tạo bằng bút trâm.

## Điện thoại thông minh và máy tính

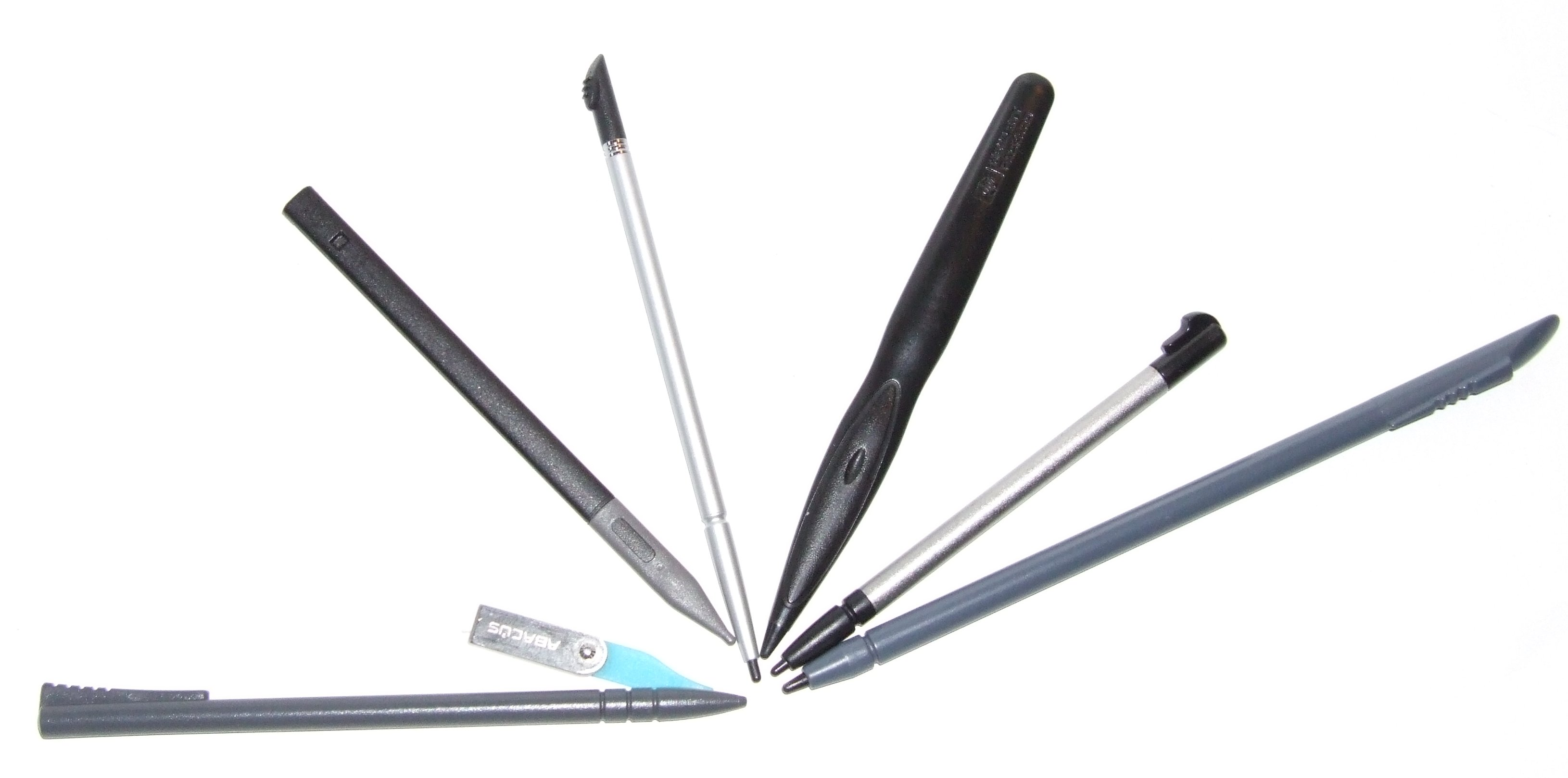
Bút stylus cho các PDA khác nhau

Các thiết bị hiện đại hỗ trợ màn hình cảm ứng, như điện thoại thông minh và máy tính bảng, có thể sử dụng với bút stylus để điều hướng chính xác qua các menu, gửi tin nhắn nhanh, v.v. Điều này ngăn màn hình bị dầu từ ngón tay người sử dụng làm nhòe. Bút stylus cũng có thể được sử dụng để viết tay hoặc vẽ trên máy tính bảng đồ họa. Nhiều loại thiết bị thông minh đời mới có sẵn bút stylus tích hợp nằm phía sau nắp lưng. Một số chúng có thể mở rộng và rút lại thành để dễ cất đi.
Bút stylus cảm ứng có cả hai phiên bản thụ động và chủ động.
Bút stylus thụ động hoặc bút điện dung là loại bút stylus hoạt động giống như ngón tay khi chạm vào màn hình thiết bị. Không có giao tiếp điện tử giữa bút stylus thụ động và thiết bị, và thiết bị coi bút cảm ứng giống như ngón tay. Bút stylus thụ động được coi là kém chính xác hơn so với bút stylus chủ động.
Bút stylus chủ động tích hợp các thành phần điện tử giao tiếp với bộ điều khiển màn hình cảm ứng hoặc bộ số hóa của thiết bị, ngăn ngừa sự cố ngón tay hoặc bàn tay của người sử dụng vô tình tiếp xúc với màn hình. Bút stylus chủ động có độ chính xác cao, thường được sử dụng để ghi chú, viết/vẽ trên màn hình và chú thích tài liệu điện tử. 
Giống như các bút stylus cổ, bút stylus cảm ứng cũng có kiểu thiết kế được làm nhọn hoặc tròn ở một đầu và có thể cầm trên tay một cách thoải mái. Chúng cũng có nhiều thiết kế đa dạng, phù hợp với nhiều phong cách khác nhau.
Vì nhiều máy tính bảng hiện đại sử dụng tính năng nhận dạng cảm ứng đa điểm nên một số nhà sản xuất ứng dụng và bút stylus đã tạo công nghệ từ chối lòng bàn tay vào sản phẩm của họ. Điều này hoạt động để tắt tính năng cảm ứng đa điểm, cho phép đặt lòng bàn tay lên máy tính bảng trong khi vẫn nhận dạng bút stylus.
Khác với các loại trên, bút stylus haptic là bút stylus mô phỏng, thông qua công nghệ haptic, cảm giác vật lý thực tế có thể cảm nhận được khi viết trên giấy. Cảm giác đôi khi được nâng cao nhờ sự kết hợp của ảo ảnh thính giác và xúc giác, chẳng hạn như với RealPen.

## Dụng cụ khoa học
Trong các thiết bị khoa học khác nhau, phương pháp ghi bằng bút stylus có thể được sử dụng thay cho bút ghi vì ưu điểm có thể hoạt động trong phạm vi nhiệt độ rộng, không bị tắc hoặc khô mực, ma sát gần như không đáng kể so với các phương pháp khác. Những đặc điểm này rất hữu ích trong một số loại máy đo địa chấn ban đầu và trong việc ghi lại các khí áp đã từng được sử dụng để xác minh các bản ghi thủy phi cơ. Các bút stylus được sử dụng trong kính hiển vi quét đường hầm chỉ có một nguyên tử duy nhất ở đầu; đây thực sự là những bút stylus sắc nét nhất có thể.